# 吴冷西
吴冷西（1919年12月14日—2002年6月16日），原名吴仕占，男，广东新会人，中国共产党及中华人民共和国官员，曾任中共广东省委书记（当时设有第一书记）、中华人民共和国广播电影电视部部长，中华全国新闻工作者协会主席、名誉主席。

## 生平
吴冷西是广东省新会县古井镇文楼乡人。1937年，前往延安投奔中国共产党，进入抗日军政大学学习，次年加入中共，并进入延安马列学院任马列主义研究室研究员。1939年9月，吴进入中共中央宣传部工作，初任编审科科员，后成为党中央机关刊物《解放》的编辑。1940年一度被毛泽东指名调往身边，为其编辑《时事问题丛书》。1941年9月，调入中共中央机关报《解放日报》，任国际版编辑，后升为国际部主任。
1946年，进入新华社，负责领导国际部的工作，次年任总社编委会秘书，主持总编室工作。1949年10月，升任新华社总编。1951年12月，出任新华社社长。1954年，作为中华人民共和国代表团一员参加日内瓦会议。1957年开始又兼任人民日报总编。1964年7月又兼任中共中央宣传部副部长。在大跃进期间，吴冷西曾大力支持《人民日报》“放卫星”的行为。
文化大革命期间，吴冷西一度遭到迫害，1972年后方恢复在《人民日报》的工作。1975年，成为《毛泽东选集第五卷》材料组的领导成员之一，兼任国务院政治研究室的领导成员。1976年10月，吴冷西与李鑫、胡绳和熊复一同负责筹建毛泽东著作编辑出版委员会，次年任毛泽东著作编辑出版委员会办公室副主任兼党委副书记。1980年4月，吴调任中共广东省委书记（当时设有第一书记），期间还兼任中共中央文献研究室副主任。1982年4月，调任广电部部长、党组书记。1998年离休，2002年6月16日在北京逝世，享年83岁。

## 著作
- 《忆毛主席——我亲身经历的若干重大历史事件片断》（新华出版社1995年出版）
- 《十年论战——中苏关系回忆录》
- 《新的探索和整风反右(吴冷西回忆录)》